# Eșafodul (roman)
Eșafodul (în rusă Плаха, transliterat: Plaha) este un roman al scriitorului kirghiz Cinghiz Aitmatov. A apărut pentru prima dată în 1986 în revista Novî Mir.

## Traduceri
- Eșafodul, Editura Univers, 1991[1]